# Carcelia laetifica
Carcelia laetifica är en tvåvingeart som beskrevs av Louis-Paul Mesnil 1949. Carcelia laetifica ingår i släktet Carcelia och familjen parasitflugor. Inga underarter finns listade i Catalogue of Life.